# 本田宏
本田 宏（ほんだ ひろし、1954年〈昭和29年〉6月16日 -  ）は、日本の医師。前埼玉県済生会栗橋病院院長補佐。NPO法人医療制度研究会理事長。弘前大学医学部非常勤講師、日本医学会連合労働環境検討委員会委員（2017.6〜2021.6）。

## 人物・経歴
医師不足など、日本の医療の現状を訴える講演活動を行っている。

### 経歴
1954年、福島県に生まれる。3歳まで二本松町で過ごす。1973年、福島県立安積高等学校を卒業。1979年に弘前大学医学部を卒業し、同第1外科に入局。その後東京女子医科大学腎臓病総合医療センター外科に移り、腎移植、肝移植の研究に携わる。1989年、埼玉県済生会栗橋病院に外科部長として赴任し、2001年より同病院副院長に就任。2011年7月より院長補佐。2014年に還暦を迎えたのを機に、2015年3月で外科医を引退して済生会栗橋病院を退職、講演や論分執筆、SNS投稿等による情報発信と市民活動への参加を通して、医療・日本再生の活動を開始している。2014年5月7日、2018年7月13日、2021年3月24日には衆議院厚生労働委員会で参考人として意見陳述を行った。2023年7月1日NPO法人医療制度研究会理事長就任。

## 著作
- 『誰が日本の医療を殺すのか――「医療崩壊」の知られざる真実』（洋泉社、2007年）
- 『医療崩壊はこうすれば防げる!』 （洋泉社、編著、2008年）
- 『医療崩壊のウソとホントー国民が知らされていない現場の真実』 （PHP研究所、2009年）
- 『医療をつくり変える33の方法ーなぜ、病院が大赤字になり、医師たちは疲れ果ててしまうのか！？』 （合同出版、監修、2010年）
- 『本当の医療崩壊はこれからやってくる』（洋泉社、2015年）
- 『がんになる性格、ならない性格』（廣済堂、共著、2016年）
- 『高齢期社会保障改革を読み解く』（自治体研究社、共著、2017年）
- 『Dr.本田の社会保障切り捨て日本への処方せん』（自治体研究社、2018年）
- 『Dr.本田の社会保障切り捨て日本への処方せん　改訂版』（自治体研究社、2020年）
- 『日本の医療崩壊をくい止める』（泉町書房、2021年）
- 『日本の医療はなぜ弱体化したのか　再生は可能なのか』（合同出版、編著、2021年）
- 『Dr.本田の社会保障切り捨て日本への処方せん　新型コロナ感染症を乗り越えて　三訂版』（自治体研究社、2021年）

✳︎ 『樹液を吸い取る政治　医療・社会保障充実を阻むものとの訣別へ』（あけび書房、2023年）